# Nueva Carteya
Nueva Carteya è un comune spagnolo di 5 626 abitanti situato nella comunità autonoma dell'Andalusia.